# MTV Movie Awards 2005
MTV Movie Awards 2005 — церемония вручения кинонаград канала MTV, которая прошла 4 июня 2005 года в здании Shrine Auditorium, Лос-Анджелес, Калифорния, США. Ведущим церемонии был Джимми Фэллон.

## Победители и номинанты
Победители написаны первыми и выделены жирным шрифтом.

### Лучший фильм
- Наполеон Динамит
- Человек-паук 2
- Суперсемейка
- Рэй
- Убить Билла. Фильм 2

### Лучший актёр
- Леонардо Ди Каприо — «Авиатор»
- Брэд Питт — «Троя»
- Уилл Смит — «Правила съёма: Метод Хитча»
- Мэтт Деймон — «Превосходство Борна»
- Джейми Фокс — «Рэй»

### Лучшая актриса
- Линдси Лохан — «Дрянные девчонки»
- Натали Портман — «Страна садов»
- Ума Турман — «Убить Билла. Фильм 2»
- Хилари Суонк — «Малышка на миллион»
- Рэйчел Макадамс — «Дневник памяти»

### Лучшая музыкальная роль
- Джон Хидер — «Наполеон Динамит»
- Уилл Феррелл, Фред Армисен, Стив Карелл и Пол Радд — «Телеведущий: Легенда о Роне Бургунди»
- Дженнифер Гарнер и Марк Руффало — «Из 13 в 30»
- Джон Чо и Кэлл Пенн — «Гарольд и Кумар уходят в отрыв»

### Прорыв года: актёр
- Джон Хидер — «Наполеон Динамит»
- Тим Макгро — «В лучах славы»
- Зак Брафф — «Страна садов»
- Фредди Хаймор — «Волшебная страна»
- Тайлер Перри — «Дневник сумасшедшей черной женщины»

### Прорыв года: актриса
- Рэйчел Макадамс — «Дрянные девчонки»
- Эмми Россум — «Послезавтра»
- Элиша Катберт — «Соседка»
- Брайс Даллас Ховард — «Таинственный лес»
- Ашанти — «Тренер Картер»

### Лучшая комедийная роль
- Дастин Хоффман — «Знакомство с Факерами»
- Антонио Бандерас — «Шрек 2»
- Уилл Смит — «Правила съёма: Метод Хитча»
- Бен Стиллер — «Вышибалы»
- Уилл Феррелл — «Телеведущий: Легенда о Роне Бургунди»

### Лучшая роль в фильме ужасов / триллере
- Дакота Фэннинг — «Игра в прятки»
- Кэри Элвес — «Пила: Игра на выживание»
- Дженнифер Тилли — «Потомство Чаки»
- Сара Мишель Геллар — «Проклятие»
- Майя Хэррисон — «Оборотни»

### Лучший злодей
- Бен Стиллер — «Вышибалы»
- Джим Керри — «Лемони Сникет: 33 несчастья»
- Том Круз — «Соучастник»
- Альфред Молина — «Человек-паук 2»
- Рэйчел Макадамс — «Дрянные девчонки»

### Лучший поцелуй
- Райан Гослинг и Рэйчел Макадамс — «Дневник памяти»
- Джуд Лоу и Гвинет Пэлтроу — «Небесный капитан и мир будущего»
- Натали Портман и Зак Брафф — «Страна садов»
- Дженнифер Гарнер и Натасия Мальте — «Электра»
- Элиша Катберт и Эмиль Хирш — «Соседка»

### Самый зрелищный эпизод
- Послезавтра
- Человек-паук 2
- Авиатор
- Превосходство Борна
- Отряд «Америка»: Всемирная полиция

### Лучшая драка
- Убить Билла. Фильм 2
- Троя
- Телеведущий: Легенда о Роне Бургунди
- Дом летающих кинжалов

### Лучшая игра по мотивам фильма
- Хроники Риддика
- Гарри Поттер и узник Азкабана
- Человек-паук 2
- Суперсемейка
- Ван Хельсинг

### Лучшая актёрская команда
- Линдси Лохан, Рэйчел Макадамс, Лэйси Чэберт и Аманда Сейфрид — «Дрянные девчонки»
- Холли Хантер, Крэйг Нельсон, Сара Воуэлл и Спенсер Фокс — «Суперсемейка»
- Винс Вон, Джастин Лонг, Джоэл Дэвид Мур, Стивен Рут, Крис Уильямс, Кристин Тейлор и Алан Тьюдик — «Вышибалы»
- Уилл Феррелл, Стив Карелл, Дэвид Кокнер и Пол Радд — «Телеведущий: Легенда о Роне Бургунди»
- Джон Чо, и Кэлл Пенн — «Гарольд и Кумар уходят в отрыв»

## Статистика
Фильмы, получившие наибольшее число номинаций.
| Фильм                                                                        | номинации |
| ---------------------------------------------------------------------------- | --------- |
| Человек-паук 2 / Spider-Man 2                                                | 4         |
| Дрянные девчонки / Mean Girls                                                | 4         |
| Телеведущий: Легенда о Роне Бургунди / Anchorman: The Legend of Ron Burgundy | 4         |
| Наполеон Динамит / Napoleon Dynamite                                         | 3         |
| Убить Билла. Фильм 2 / Kill Bill: Vol. 2                                     | 3         |
| Суперсемейка / The Incredibles                                               | 3         |
| Страна садов / Garden State                                                  | 3         |
| Вышибалы / Dodgeball: A True Underdog Story                                  | 3         |